# KDM Dannebrog (A540)
KDM Dannebrog é um iate real dinamarquês. O iate foi lançado ao mar pela rainha Alexandrina na cidade de Copenhaga no ano de 1931 e comissionado no serviço ativo em 26 de Maio de 1932.
O iate agora serve como residência oficial e particular para o rei Frederico X da Dinamarca e membros da família real dinamarquesa quando eles estão em visitas oficiais no exterior e no verão em águas dinamarquesas. Quando está no mar, o iate real também participa na vigilância e serviços de salvamento marítimo.

## Descrição
Dannebrog, em homenagem à bandeira da Dinamarca, foi construído em 1931-1932 no Estaleiro Naval em Copenhaga. Ele substituiu o anterior navio real, um navio a vapor de 1879, também chamado Dannebrog. O iate tem duas funções: ser o iate real durante o tempo de paz e poder tornar-se num navio hospital durante alertas de emergência ou de guerra.
O casco do navio é uma construção em aço rebitada em quadros transversais. O navio tem um tronco de veleiro e uma polpa elíptica. Visto de lado, o navio pode ser dividido em duas seções: na frente do funil, há espaço para a tripulação, qualquer carga e o motor; na parte de trás é o apartamento real, que poderia acomodar pacientes caso o iate fosse usado como um hospital. Durante as visitas aos portos dinamarqueses e estrangeiros o tombadilho coberto é usado para recepções.
O alojamento real para a rainha Margarida II da Dinamarca tem alguns cômodos, entre eles um salão de jantar, uma sala de estar, e quartos. A própria rainha escolheu o acabamento do navio e a mobília, incluindo peças e acessórios do ano de 1879, utilizadas no anterior navio real.

### Viagens
O iate real Dannebrog possui um comando independente, administrado pela família Naval o chefe, que é um membro da casa real. A tripulação do Dannebrog compreende 9 oficiais, 7 sargentos e 36 marinheiros, todos escolhidos a dedo da Marinha Dinamarquesa. Os agentes são normalmente destacados por períodos de dois a quatro anos, considerando que os marinheiros são capazes de permanecer um verão inteiro.
Desde que foi contratado em 1932, o iate tem percorrido mais de 300.000 milhas náuticas (555.600 km) e visitou a maioria dos portos da Dinamarca, Groenlândia e as Ilhas Faroé. O iate também visitou portos europeus, especialmente na França e cruzou o Mar Mediterrâneo e o Mar do Caribe.

### Reforma
Foi realizada uma grande reforma em 1980-1981, para estender a vida do iate além da virada do século. Agora tendo passado esse ponto, o iate de 75 anos de idade ainda está em excelentes condições, com grandes melhorias, incluindo a substituição dos seus motores principais.

## Usos recentes
Em 28 de agosto de 2017, a rainha Margarida II da Dinamarca usou o iate de Dannebrog para um jantar e festa de gala como a comemoração ao 18º aniversário do príncipe Nicolau da Dinamarca (o seu primeiro neto), que contou com a presença de vários membros da família real dinamarquesa.